# Mirna Jukić
Mirna Jukić (Újvidék, Jugoszlávia, 1986. április 9. –) olimpiai és világbajnoki bronzérmes, Európa-bajnok osztrák úszónő.
A Jukić család 1999-ben költözött Vukovárból Bécsbe. Mirna 2000-ben kapta meg az osztrák állampolgárságot.
Öccse Dinko Jukić szintén úszó.

## Karrier
- Olimpiai játékok
  - Bronzérmes (100 m mell): (2008. évi nyári olimpiai játékok)
- Világbajnokság
  - Bronzérmes (200 m mell): 2009, Róma
- Európa-bajnokság
  - Aranyérmes (100 m mell): 2008, Eindhoven
- Rövid pályás Európa-bajnokság
  - Ezüstérmes (100 m mell): 2007, Debrecen

## Elismerései
- Kétszer nyerte el az év osztrák sportolónője címet (2002,2008).
- Bécsben, a schönbrunni pálmaházban 2008 áprilisában ünnepélyes keretek között ültették el a Mirna-pálmát.